# Glaciar de Pine Island

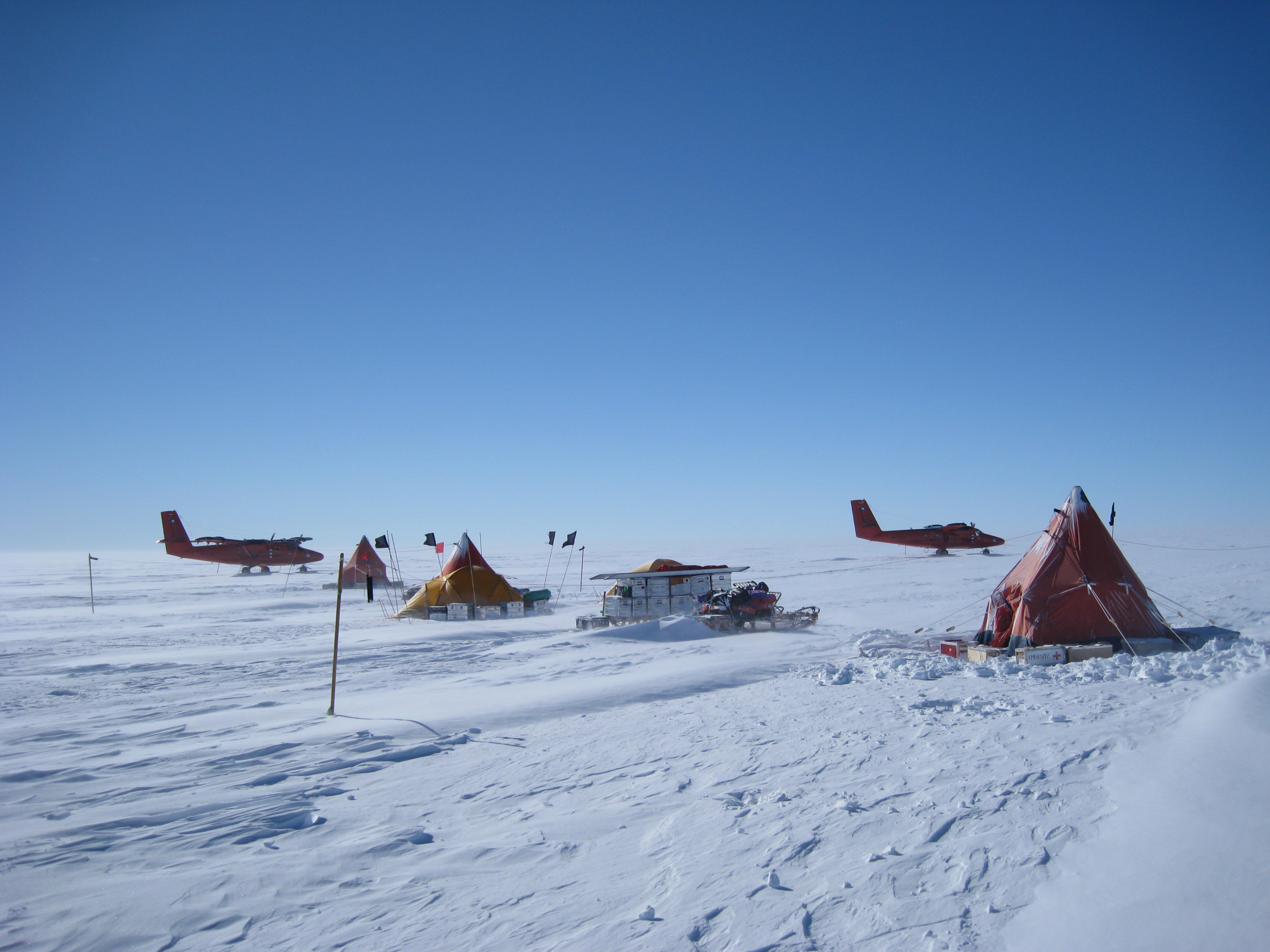
Imagem de ilha

O glaciar de Pine Island, é uma glaciar largo que flui na direcção oes-noroeste ao longo do lado sul das montanhas Hudson descarregando na baía de Pine Island, no mar de Amundsen. Foi cartografado pelo United States Geological Survey (USGS) em 1960-66.